# Bagrichthys macracanthus
Bagrichthys macracanthus är en fiskart som först beskrevs av Bleeker, 1854.  Bagrichthys macracanthus ingår i släktet Bagrichthys och familjen Bagridae. Inga underarter finns listade.